# Honda CB 1300

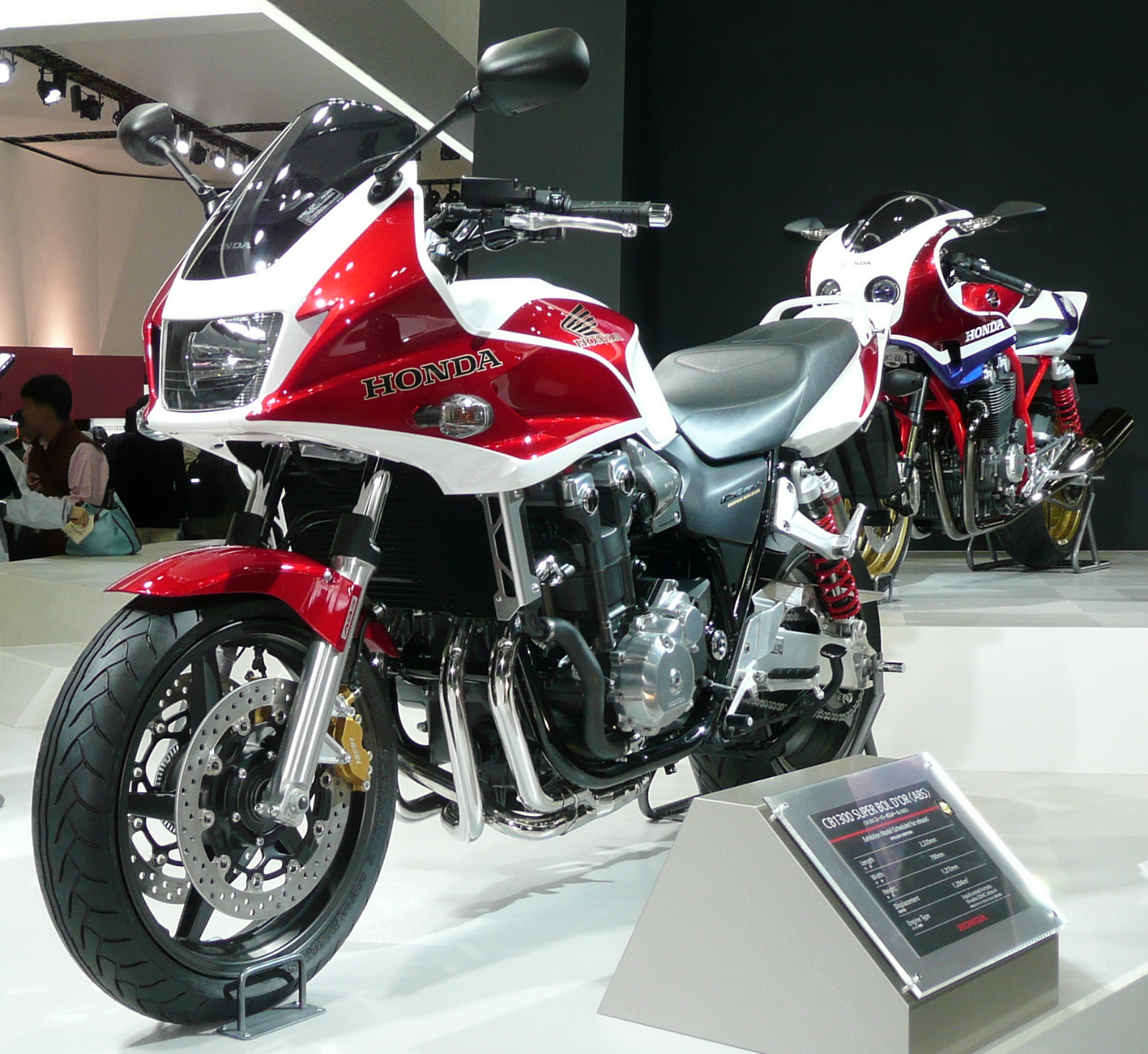
CB 1300 Super Bol d’Or

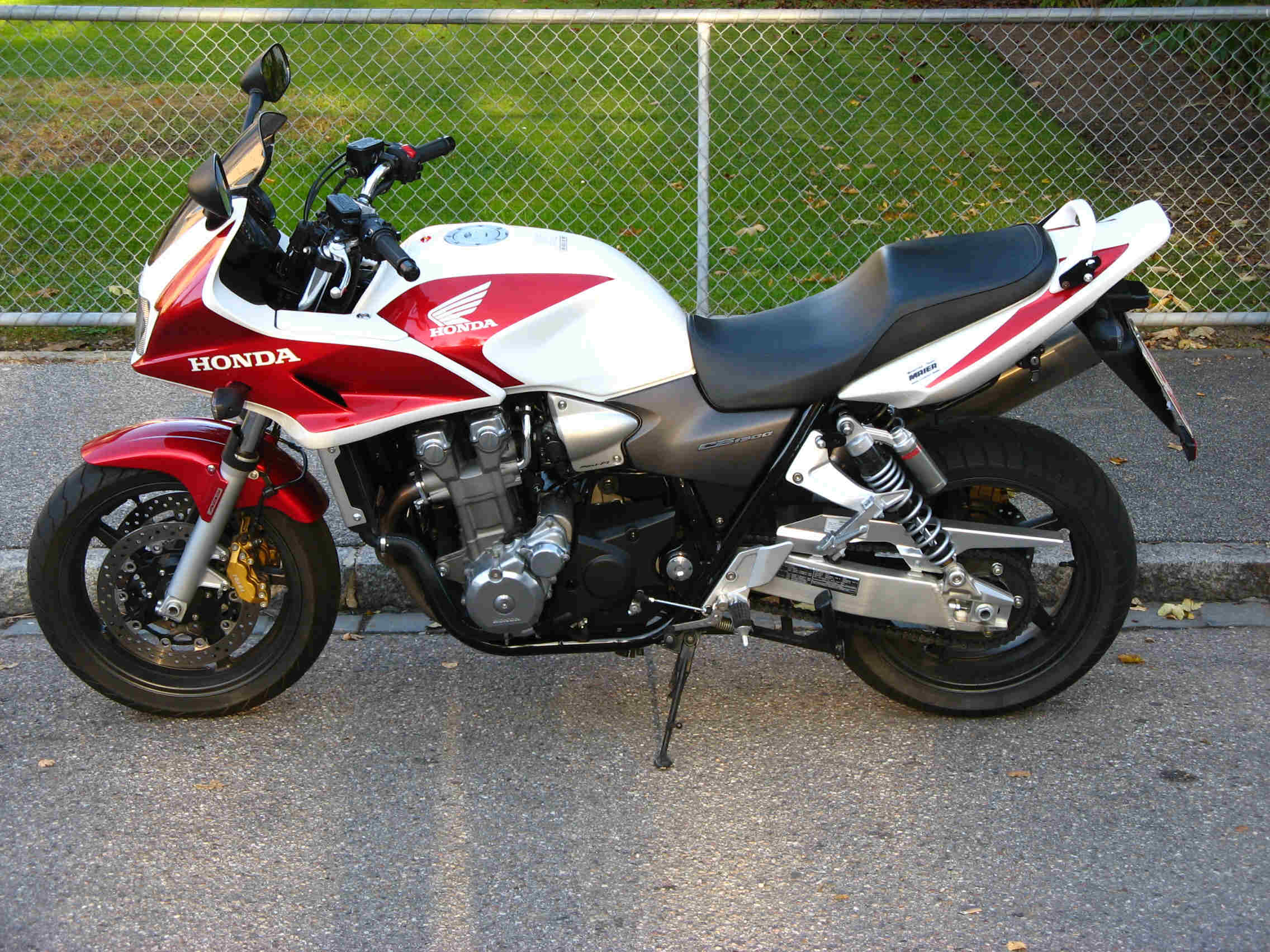
CB 1300 SA

Die Honda CB 1300 ist ein unverkleidetes Motorrad des japanischen Herstellers Honda. Das Naked-Bike wurde als Nachfolgerin für die Honda CB 1000 (intern: SC 30) entwickelt und 1998 zunächst in Japan im Markt eingeführt.

## Konzept
Die Maschine hatte einen flüssigkeitsgekühlten Vierzylinder-Reihenmotor mit zunächst 74 kW Leistung, der drehmomentorientiert ausgelegt wurde. Seit 2003 hat die CB 1300 eine computergesteuerte Einspritzanlage mit ungeregeltem Katalysator und 85 kW Leistung. Mit Modelljahr 2008 wurde die Abgasanlage im Bereich des Sammlers überarbeitet, die Rohrführung wurde, von bisher 4 in 1 Rohre, auf 4 in 2 in 1 Rohre geändert, so dass jeweils zwei Zylinder, vor einem geregelten Katalysator mit Lambdasonde, zusammengeführt werden, bevor sie hinter den beiden Katalysatoren in einen gemeinsamen Abgasstrang zum Endschalldämpfer zusammenlaufen. Ebenso wurden jetzt Hitzeschutzbleche im Bereich der rechten Fußrastenanlage eingebaut. Dabei wurde die Höchstleistung geringfügig auf 84 kW reduziert und um 250/min nach oben, auf 7.750/min verschoben. Ein kleiner Nachteil des geänderten Rohrverlaufs ab Modelljahr 2008 ist die geringere Schräglagenfreiheit, wobei es vereinzelte Berichte über bei extremer Schräglage aufsetzende Außenkrümmer gibt. Da aber nicht jeder CB1300-Fahrer diese Erfahrungen macht, wird es vermutlich eher in Extremsituationen zum Bodenkontakt kommen. Das fußgeschaltete Getriebe hat fünf Gänge und der Sekundärantrieb einen Kettenantrieb. Ein elektrischer Anlasser startet den Motor. Serienmäßig wird zur Erhöhung der aktiven Sicherheit ein Antiblockiersystem??? verwendet, der Diebstahlschutz wird durch eine elektronische Wegfahrsperre, das sog. HISS verbessert.
Die intern als SC54 bezeichnete CB 1300 wurde 2003 technisch und stilistisch überarbeitet und als Nachfolgerin der bisherigen CB 1300 (SC 40) auf der Intermot vorgestellt. Technisch wurde 2005 vor allem die Motorsteuerung (Einspritzverhalten) verbessert, wodurch das  Konstantfahrruckeln verringert werden konnte. Darüber hinaus wurde ein Antiblockiersystem ins Angebot aufgenommen???
Wahlweise wurde eine Halbschalenverkleidung verbaut, die in Farb- und Formgebung an die Bol d’Or-Modelle der 1980er Jahre erinnert. Die S bzw. SA (mit ABS)??? genannte Variante mit Halbschalenverkleidung ist durch die Farbgebung und die Form der Verkleidung eine Reminiszenz an die CB 1100 RB von 1981. Obwohl es die CB 1300 SA auch in schwarz (Darkness Black Metallic) gibt, wird sie meistens (geschätzt: 70–80 %) in der klassischen Bol d’Or-Farbkombination Rot-Weiß („Pearl Fadeless White / Arcadian Red“) verkauft. Honda nennt diese Variante Super Bol d’Or. Unverkleidet gab es die CB1300 auch in „Pearl Heron Blue“ (bis Modell 2007).

## Technik
Mit einer Nennleistung von 85 kW ist die CB 1300 im Vergleich zum Wettbewerb eher moderat motorisiert. Bemerkenswert ist jedoch das vergleichsweise hohe Drehmoment von 118 Nm in Verbindung mit der linearen Kraftentfaltung. Bereits ab ca. 2000 min−1 stehen rund 90 Nm zur Verfügung, bei ca. 6100 min−1 werden 118 Nm erreicht. Die Nennleistung wird bei 7500 min−1 erreicht. Ab Modell 2008 wurde die Motorleistung auf 84 kW bei 7750 min−1 geändert.
Der Handel bietet eine Auswahl von tatsächlich oder vermeintlich leistungssteigerndem Zubehör an; z. B. diverse Auspuffanlagen, Sportluftfilter oder den Power Commander, ein ins Motormanagement eingreifendes Zusatzsteuergerät der Firma Dynojet Research, Inc.
Die CB 1300 ist im Vergleich mit der direkten Konkurrenz sehr wendig und fährt sich trotz des relativ hohen Gewichts bei gleichzeitig niedrigem Schwerpunkt handlich. Beim Rangieren, vor allem in sehr engen Kurven im Gebirge (Serpentinen, Haarnadelkurven) erweist sich der große Lenkeinschlag als Vorteil. Anfang Mai 2007 wurde die Liste der seitens Honda freigegebenen Reifen deutlich erweitert.

## Varianten

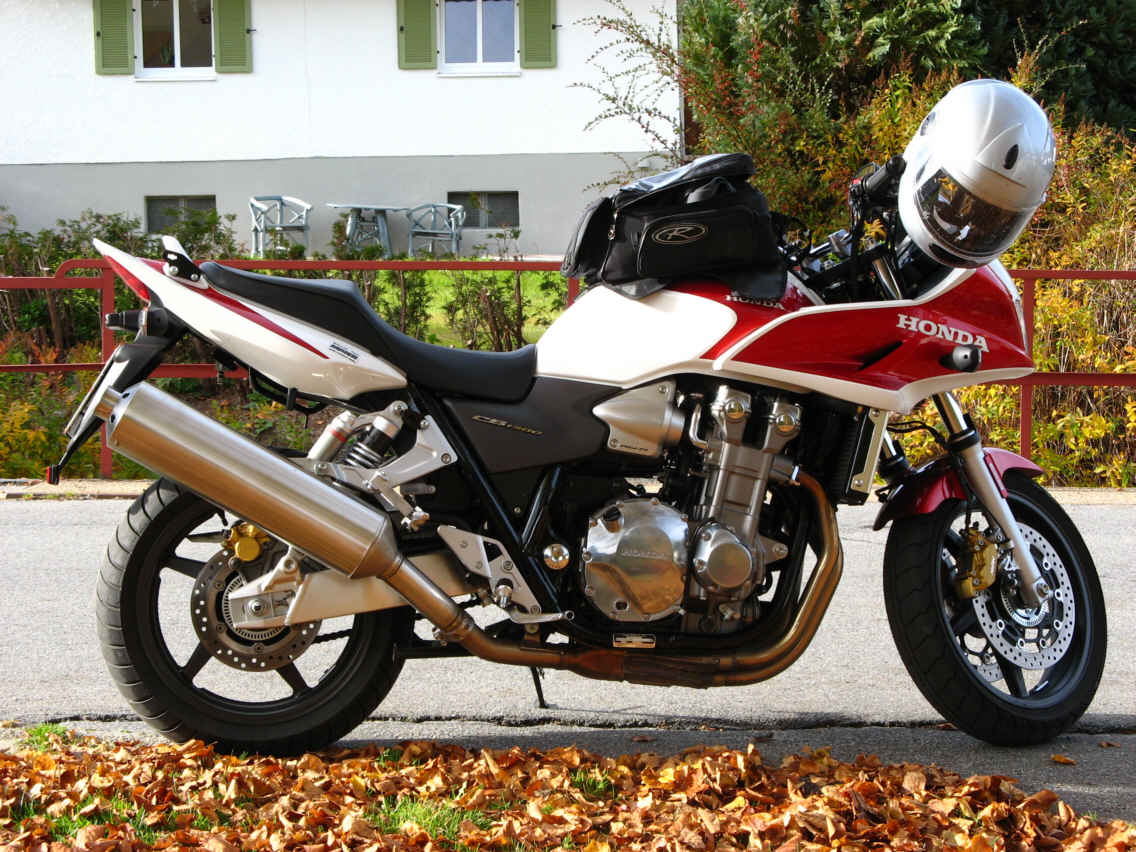
CB 1300 SA

| CB 1300    | unverkleidet                       |
| CB 1300 A  | unverkleidet, mit ABS              |
| CB 1300 S  | mit Halbschalenverkleidung         |
| CB 1300 SA | mit Halbschalenverkleidung und ABS |

## Technische Daten
- einige davon Werksangaben Honda 8/2008

| Bohrung × Hub             | 78 × 67,2                                                |
| Hubraum                   | 1284 cm³                                                 |
| Verdichtung               | 9,6:1                                                    |
| Leistung                  | 85 kW bei 7500/min (2008: 84 kW bei 7750/min)            |
| Drehmoment                | 117 Nm bei 6000/min                                      |
| Länge                     | 2220 mm                                                  |
| Breite                    | 790 mm                                                   |
| Höhe (CB1300/A)           | 1120 mm                                                  |
| Höhe (CB1300S/SA)         | 1215 mm                                                  |
| Radstand                  | 1515 mm                                                  |
| Sitzhöhe                  | 790 mm                                                   |
| Gewicht trocken (CB1300)  | 234 kg                                                   |
| Gewicht trocken (A und S) | 236 kg                                                   |
| Gewicht trocken (SA)      | 236 kg                                                   |
| Gewicht fahrfertig (SA)   | 264 kg                                                   |
| zulässiges Gesamtgewicht  | 452 kg                                                   |
| Tankinhalt                | 21 l (davon ca. 4 l Reserve)                             |
| Verbrauch auf 100 km      | 6,7 l bei 130 km/h                                       |
| Verbrauch auf 100 km      | 5,6 l Landstraße                                         |
| Verbrauch auf 100 km      | bis 8,8 l bei extrem sportlicher Fahrweise (Rennstrecke) |
| Verbrauch auf 100 km      | 6,3 – 7,3 l bei zügiger bis sportlicher Fahrweise        |
| Sitzplätze                | 2                                                        |
| Bereifung vorne           | 120/70 ZR 17 (58W) auf Felge 17 x MT3.50                 |
| Bereifung hinten          | 180/55 ZR 17 (73W) auf Felge 17 x MT5.50                 |
| Luftdruck vorne/hinten    | 2,5/2,9 bar (mit oder ohne Beifahrer)                    |
| Federweg vorne/hinten     | 120/116 mm                                               |
| Bremsen vorne             | 310-mm-Doppelscheibe                                     |
| Bremsen hinten            | 256-mm-Scheibe                                           |